# Tranilcipromina
La Tranilcipromina es un inhibidor no selectivo y reversible de la enzima conocida como monoamino oxidasa. Es un análogo de ciclopropilo de la anfetamina, aunque sus efectos y mecanismo de acción son bastante diferentes. Fue uno de los primeros antidepresivos y se usó mucho antes del desarrollo de medicamentos más efectivos y seguros. Su uso se limita en gran medida a los casos de depresión que no responden a otros medicamentos. Se ha estudiado para usarse en el tratamiento en la depresión bipolar.
La Tranilcipromina fue el segundo IMAO que se descubrió y en un principio fue diseñado como un descongestionante nasal, indicación para lo que no sirvió; pero posteriormente se descubrió su acción como antidepresivo eficaz.

## Acción
Aumenta las concentraciones tisulares de los neurotransmisores de catecolamina e indolámina al desacelerar su metabolismo; también eleva los efectos de aminas dietéticas biológicamente activas aumentando su absorción del tracto gastrointestinal y perjudicando su degradación. Las interacciones peligrosas ocurren si se consumen alimentos con alto contenido de monoaminas o sus precursores, un ejemplo común es la crisis hipertensiva causada por la ingestión de tiramina del queso maduro y el vino tinto. La tranilcipromina también potencia los efectos de los antidepresivos posteriores, como los tricíclicos, y puede producir reacciones tóxicas si se toman en conjunto.

## Advertencias
Se sabe que la tranilcipromina causa neurotoxicidad de los organoides cerebrales derivados de células madre pluripotentes inducidas, lo que lleva a la disminución de la actividad de proliferación y la inducción de la apoptosis. Además, el tratamiento con tranilcipromina afecta a las neuronas y a los astrocitos, lo que afecta la densidad y la disposición de las células.
En los Estados Unidos, hay una advertencia de recuadro negro que indica que este fármaco puede conducir a la ideación y el comportamiento suicida en niños, adolescentes y adultos jóvenes de entre 18 y 24 años con trastorno depresivo mayor y otros trastornos psiquiátricos.

## Otros estudios
La tranilcipromina es atractiva porque contiene un residuo de fenetilamina estructuralmente rígida. Aunque no se conocen las afinidades de la tranilcipromina para los receptores de dopamina se ha demostrado que el fármaco tiene una afinidad débil por el receptor D3  y muestra 4 veces la selectividad sobre el receptor D2. Aunque la tranilcipromina es un ligando D3 débil y tiene una selectividad muy limitada sobre el receptor D2, se usó como punto de partida para producir una clase de antagonistas D3 potentes y selectivos.

## Uso en embarazo y lactancia
Embarazo
Aunque se sugirieron riesgos en embarazos consecutivos de una mujer, la experiencia del uso del fármaco en embarazo de hembras humanas es demasiado limitada para evaluar adecuadamente el riesgo embriofetal. No se sabe si la tranilcipromina cruza la placenta humana. El peso molecular (alrededor de 365) es lo suficientemente bajo como para esperar la exposición del embrión-feto.
Lactancia
No se han localizado reportes que describan el uso de la tranilcipromina durante la lactancia. El peso molecular es lo suficientemente bajo como para esperar la excreción en la leche materna. El efecto de esta exposición en un lactante es desconocido.